# Liste von Irish Step Dancers
Dies ist eine Liste, in der Irish Dancers eingetragen sind. Sie sind nach ihren Namen alphabetisch geordnet. Die fettgedruckten Shows zeigen, dass der Tänzer in dieser eine Hauptrolle innehat(te). Das Anfangsalter soll zeigen, mit welchem Alter die Künstler mit Irish Dance angefangen haben.
| Name                         | *    | † | Anfangs-alter | Land    | Show(s) | Tätigkeit(en)                             |
| ---------------------------- | ---- | - | ------------- | ------- | --- | ----------------------------------------- |
| Steven Brunning              |      |   |               | England | | Tanzlehrer                                |
| Jean Butler                  | 1971 |   | 4             | USA     | Touren mit den Chieftains, Riverdance – The Show, Dancing on Dangerous Ground                                                | Tänzerin                                  |
| Michael Donnellan            | 1976 |   |               | Irland  | Riverdance – The Show, Lord of the Dance, Magic of the Dance, Flames of the Dance                                            | Choreograph, Tänzer                       |
| Collette Dunne               |      |   |               |         | Magic of the Dance | Tänzerin                                  |
| Colin Dunne                  | 1969 |   | 4             | England | Riverdance – The Show, Dancing on Dangerous Ground                                                                           | Tänzer                                    |
| Michael Flatley              | 1958 |   | 11            | USA     | Touren mit den Chieftains, Riverdance – The Show, Lord of the Dance, Feet of Flames, Feet of Flames - Budapest, Celtic Tiger | Choreograph, Produzent, Regisseur, Tänzer |
| Bernadette Mary Flynn-O'Kane | 1979 |   | 5             | Irland  | Lord of the Dance, Feet of Flames                                                                                            | Tänzerin                                  |
| Breandán de Gallaí           | 1969 |   | 18            | Irland  | Riverdance – The Show | Tänzer                                    |
| Orla Griffin                 |      |   |               | Irland  | Magic of the Dance, Riverdance – The Show                                                                                    | Tänzerin                                  |
| Catriona Hale                | 1976 |   | 3             | England | Lord of the Dance | Tänzerin                                  |
| Kelly Hendry                 | 1981 |   | 8             | England | Lord of the Dance, Feet of Flames                                                                                            | Tänzerin                                  |
| Emma Holtham                 | 1979 |   |               | England | Lord of the Dance, Feet of Flames                                                                                            | Tänzerin                                  |
| David Moore                  |      |   |               |         | Magic of the Dance | Tänzer                                    |
| Daire Nolan                  | 1969 |   | 10            | Irland  | Touren mit den Chieftains, Lord of the Dance, Feet of Flames                                                                 | Produzent, Tänzer                         |
| Gillian Norris               | 1978 |   |               |         | Lord of the Dance, Feet of Flames                                                                                            | Tänzerin                                  |